# Capela de São Manços (Évora)
A Capela de São Manços é um templo católico localizada nas Portas de Moura, freguesia da Sé e São Pedro em Évora, Portugal.
Esta capela do século XVII apresenta a curiosidade de ser encontrar dentro de uma das torres das Portas de Moura nas muralhas da cidade. No interior destaca-se um retábulo de quatro pequenos painéis pintados a óleo sobre tela com cenas da vida de São Manços: "Prisão do São Manços", "Açoitamento na Coluna", "Flagelamento no Cavalete" e "São Manços trabalhando na construção de obras públicas perante o pretor Validio"